# Сан-Фелипе-де-Барахас
Кастильо-Сан-Фелипе-де-Барахас (исп. Castillo San Felipe de Barajas) — крепость (форт) в городе Картахена, департамент Боливар, Колумбия. С 1984 года является объектом Всемирного наследия ЮНЕСКО. Одно из «семи чудес Колумбии».

## Описание
Каменная крепость Кастильо-Сан-Фелипе-де-Барахас находится на холме Сан-Лазаро (15 метров над уровнем моря), занимая господствующую высоту над городом и над морем, относительная высота форта — 25 метров. Размер основного здания — 300 на 100 метров. Несмотря на возраст в почти пять веков, крепость хорошо сохранилась, на её территории проводятся общественно-культурные мероприятия, в частности, саммит Движения неприсоединения в 1995 году, саммит Группы Рио в 2000 году, саммит Америк в 2012 году. Перед фортом установлена статуя адмиралу Бласу де Лесо.

## История
Строительство крепости под названием Кастильо-де-Сан-Лазаро началось в 1536 году силами рабов, по проекту военного инженера Баттисты Антонелли, в 1657 году он был значительно расширен, примерно в то же время он получил своё нынешнее имя в честь короля Испании Филиппа IV, далее здание с перерывами достраивалось вплоть до 1769 года. Архитектор «обновлённого» здания (1762—1769) — Антонио де Аревало. Первоначальный вариант бастиона представлял собой треугольник с восемью пушками, четырьмя артиллеристами и двадцатью солдатами.
В 1697 году, в ходе Рейда на Картахену,  его захватил адмирал-капер Жан-Бернар де Пуантис.
В 1741 году в ходе Войны за Асьенто британский адмирал Эдвард Вернон атаковал с многократно превосходящими силами Картахену и её форты, начав осаду Картахены, однако потерпел сокрушительное поражение от обороняющися под командованием Бласа де Лесо и вынужден был с позором покинуть город.
К началу XIX века форт насчитывал уже 63 пушки, казарму на 350 солдат, склады оружия и продовольствия на несколько месяцев осады, разветвлённую систему подземных ходов. С созданием Новой Гранады форт перешёл под её юрисдикцию и пал в декабре 1815 года после успешной осады Картахены войсками испанского генерала Пабло Морильо, восстанавливавшего власть испанской короны в Америке.
После окончания войн форт перестал использоваться и стал постепенно зарастать тропической растительностью, его тоннели засыпа́лись приносимой ветрами землёй. В 1984 году Кастильо-Сан-Фелипе-де-Барахас взят под охрану ЮНЕСКО и ныне является туристической достопримечательностью и местом проведения различных общественно-культурных тематических мероприятий.

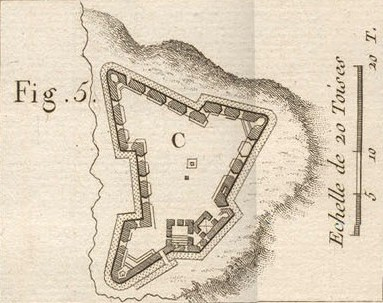
Схема 1741 года
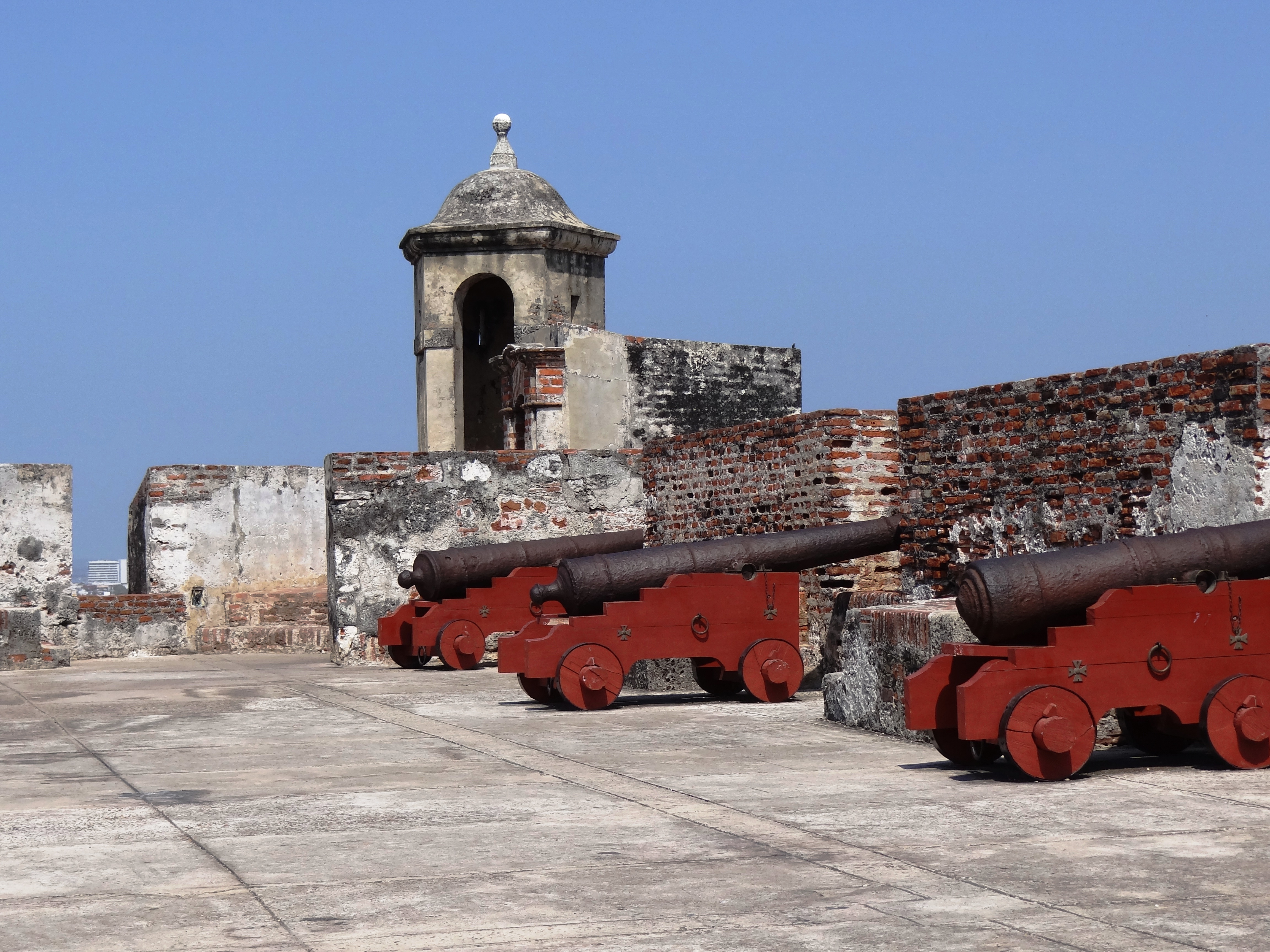
На крепостной стене
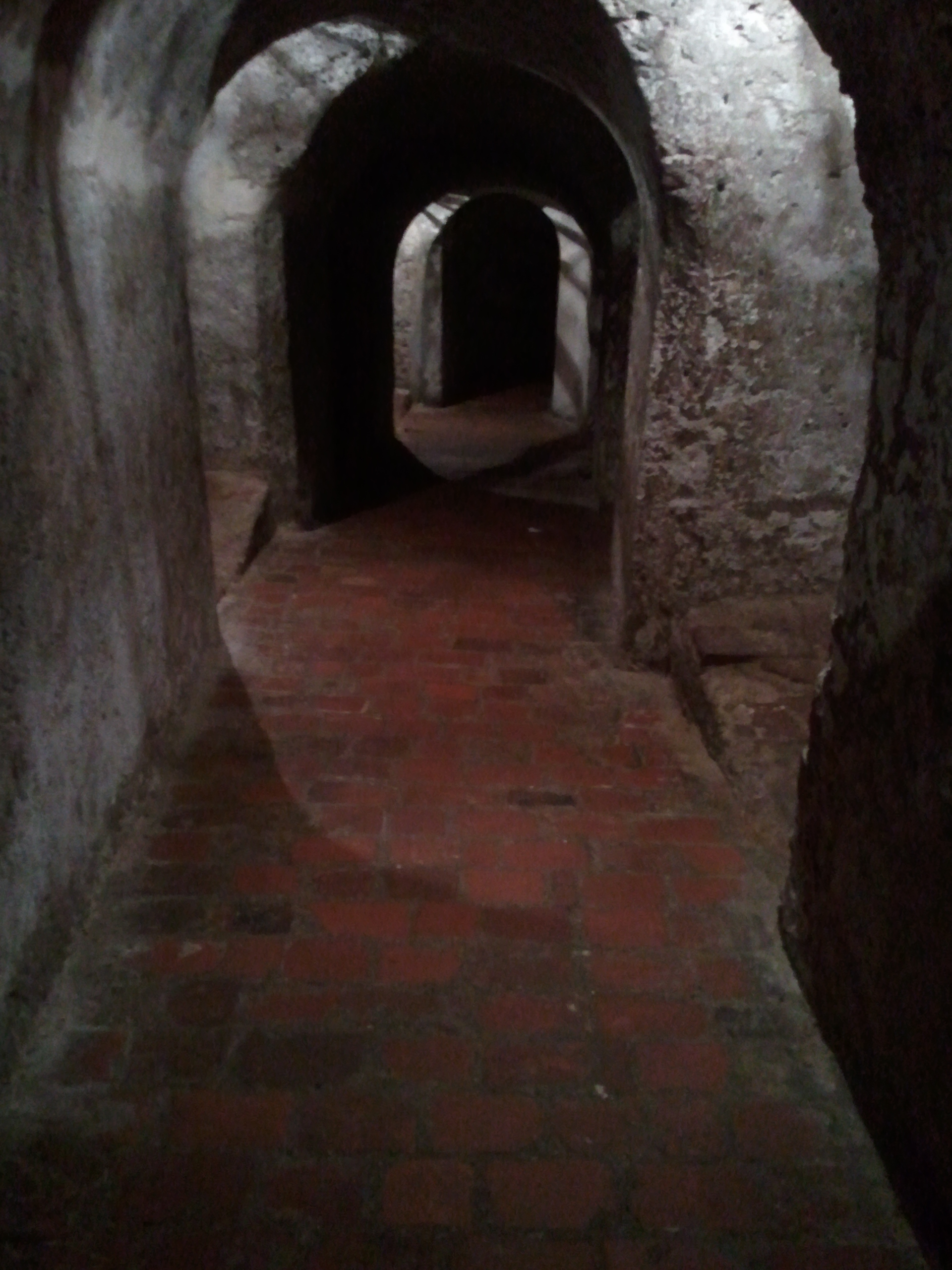
Внутри форта
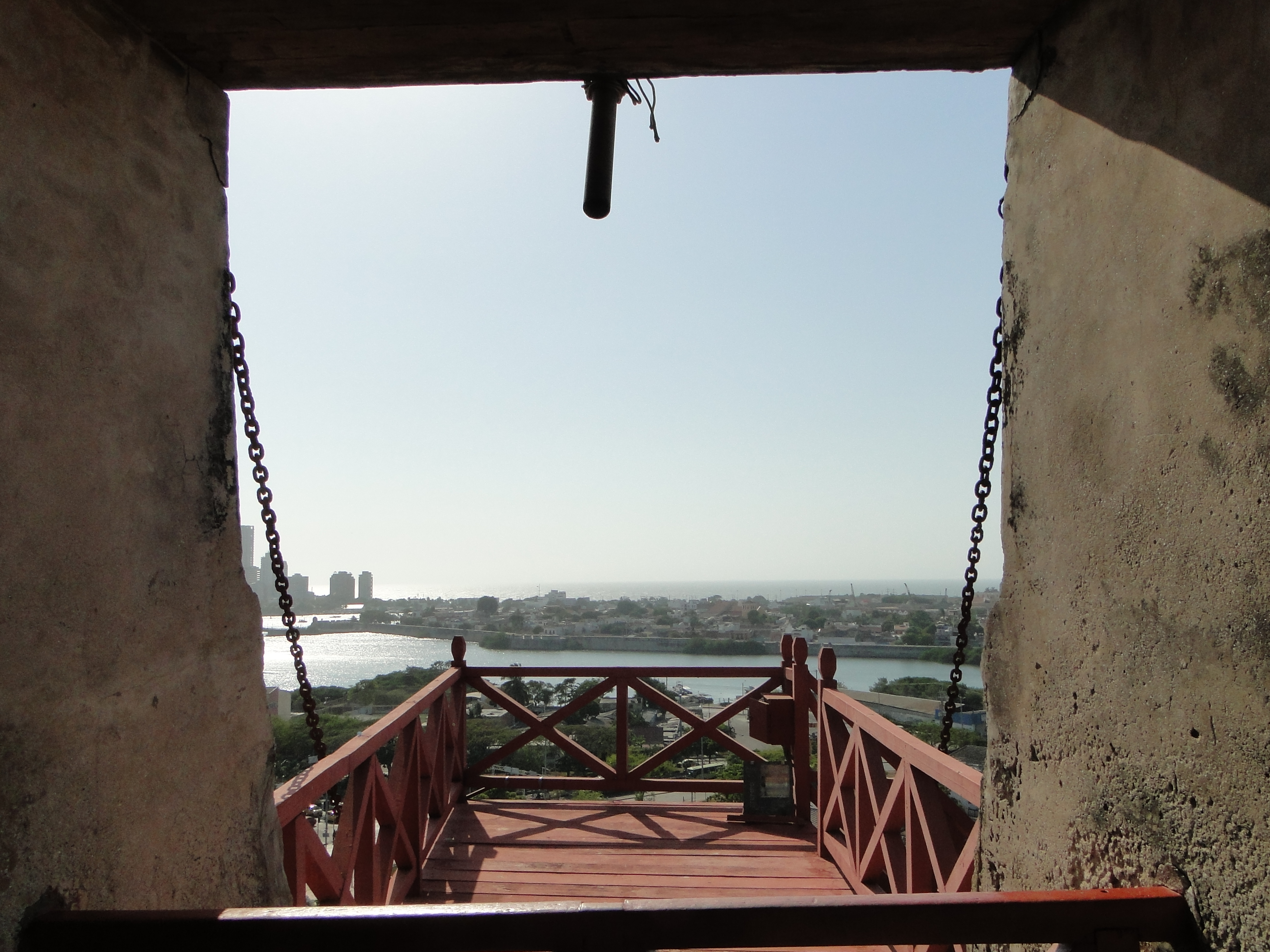
Подъёмный мост в крепость
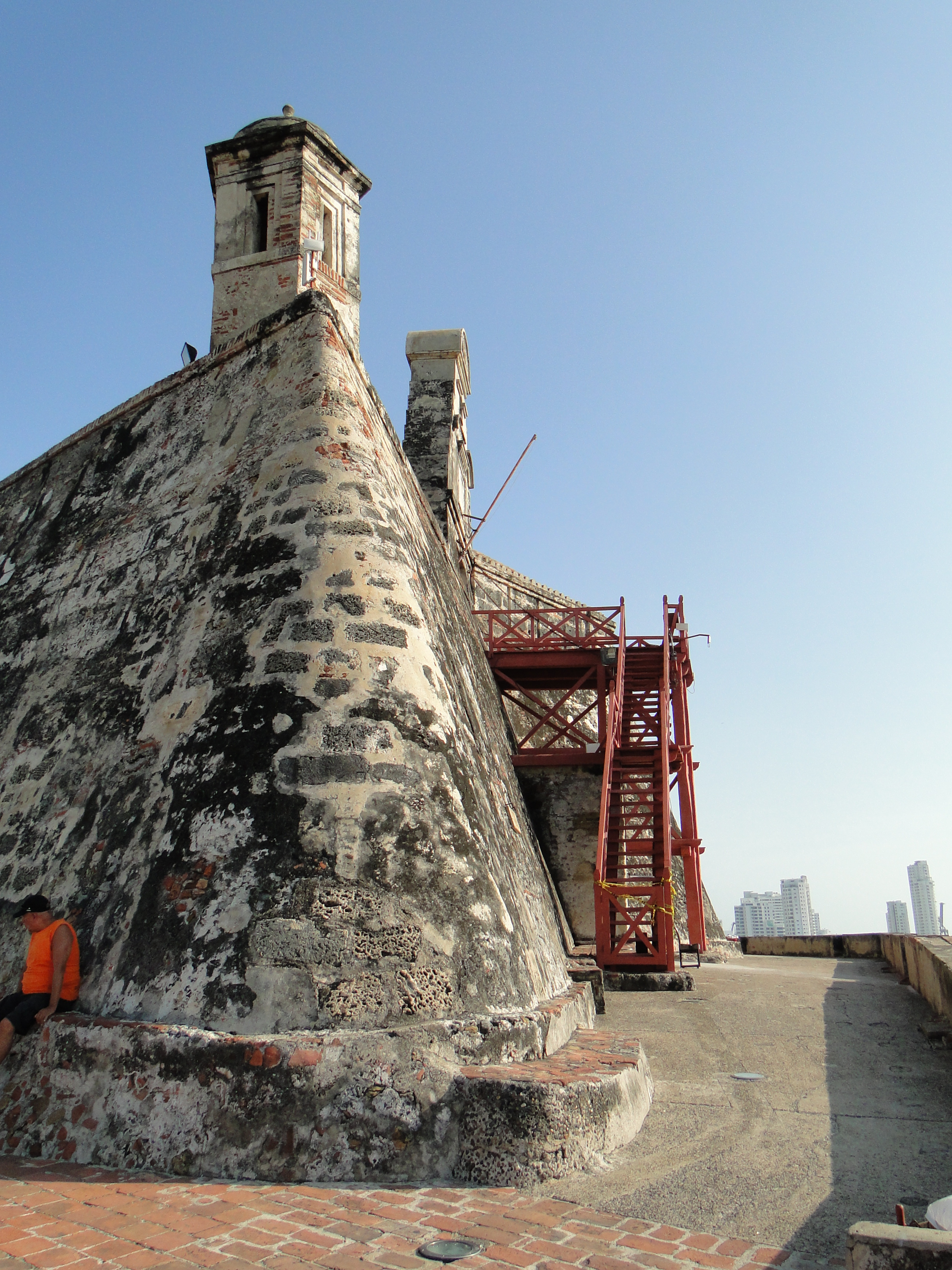
Угловая башня и сложная конструкция входа в крепость (на заднем плане)
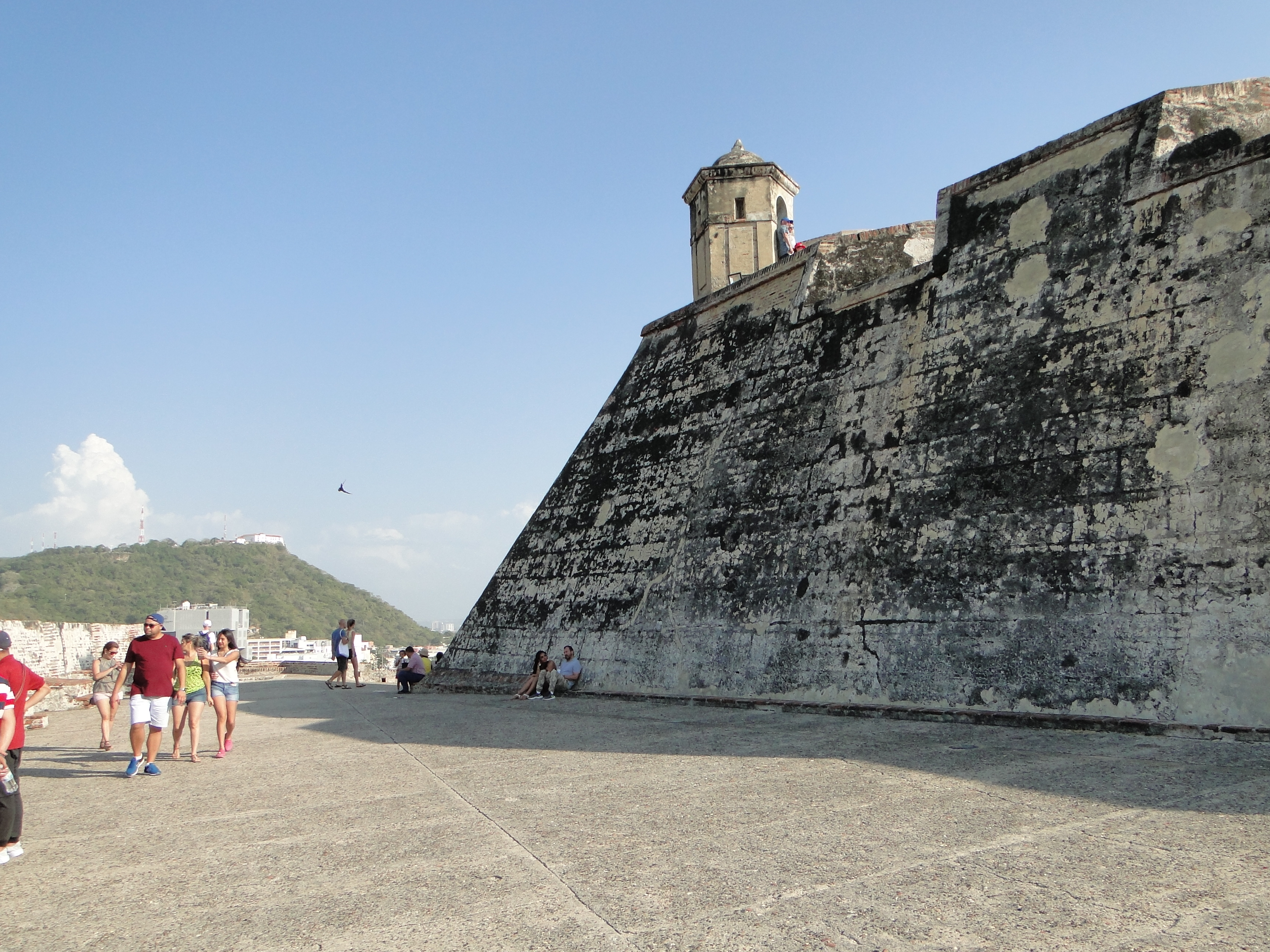
Второй ярус крепости
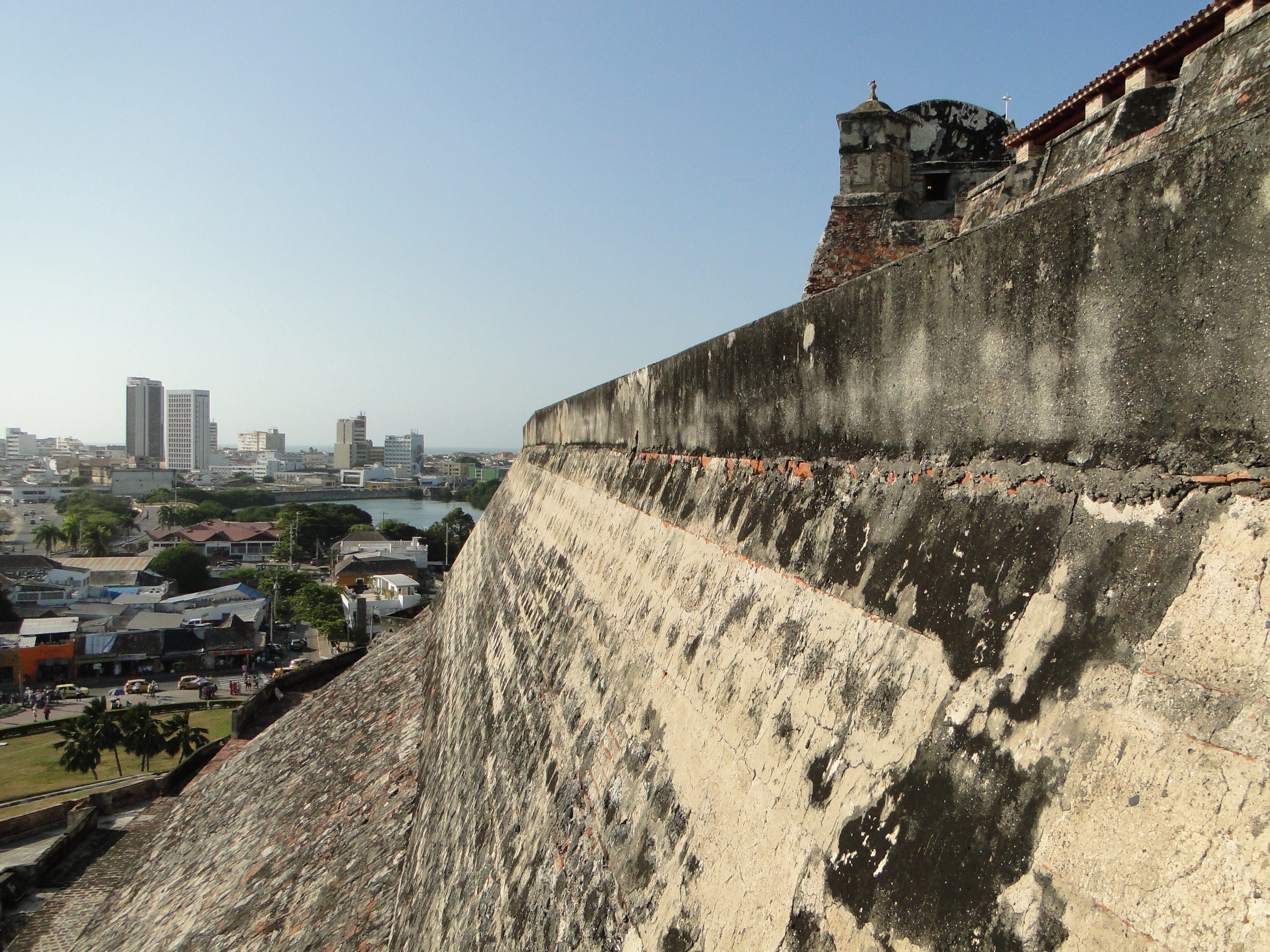
Вид на Картагену с крепостной стены
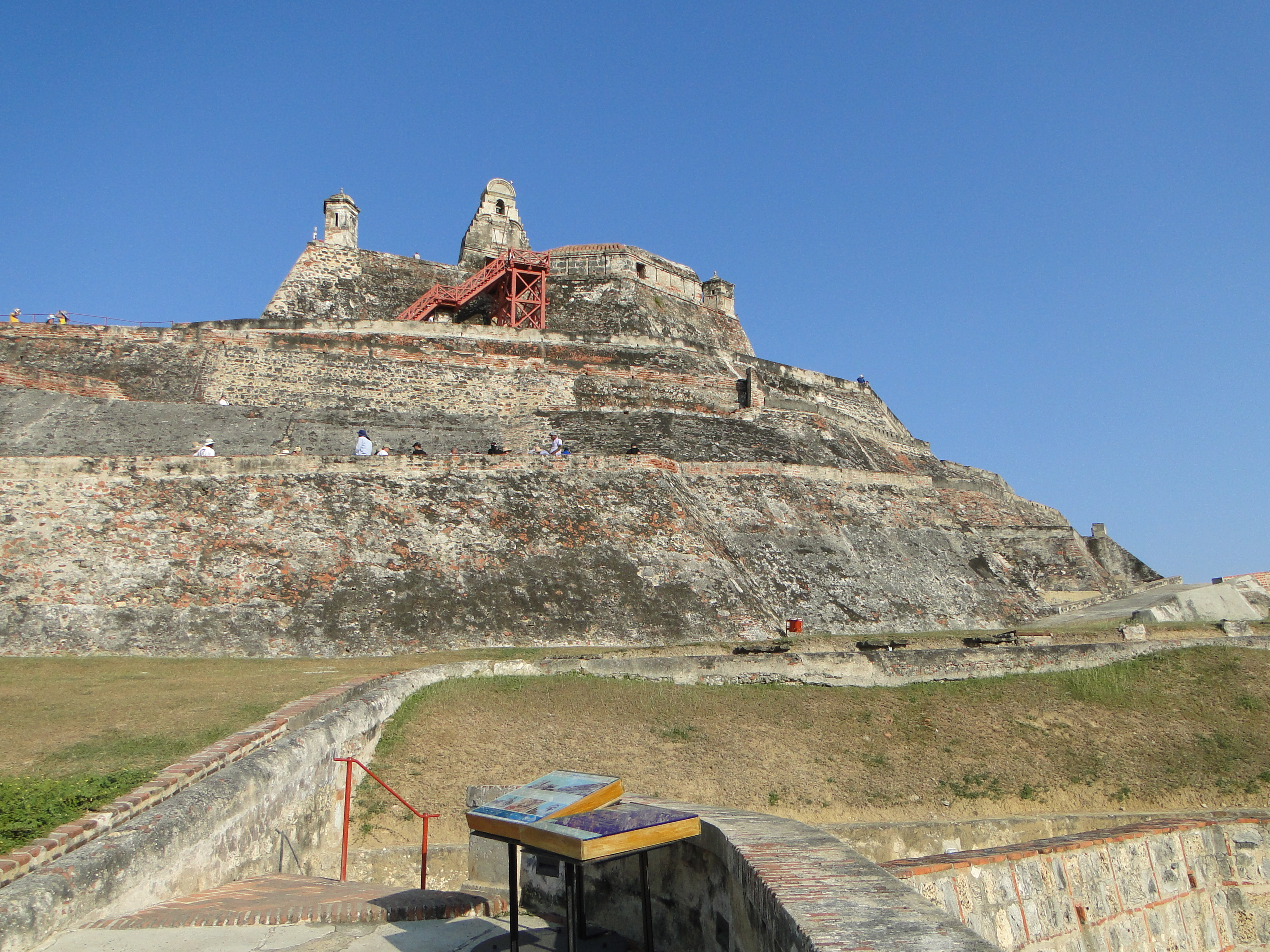
Общий вид крепости со стороны города